# Musikjahr 1802
Liste der Musikjahre

◄◄ | ◄ | 1798 | 1799 | 1800 | 1801 | Musikjahr 1802 | 1803 | 1804 | 1805 | 1806 | ► | ►►

Weitere Ereignisse
Dieser Artikel behandelt das Musikjahr 1802.

## Instrumentalmusik (Auswahl)
- Ludwig van Beethoven: Klaviersonate cis-moll op. 27 Nr. 2
- Giuseppe Cambini: Trois Quintetti Concertans (wegweisende Komposition für Bläserquintette)
- Muzio Clementi: 3 Klaviersonaten op. 40
- Johann Baptist Cramer: 3. Klavierkonzert d-Moll op. 26
- Johann Ladislaus Dussek: 3 Sonaten B, G, D op. 45 c179–181
- Anton Eberl: Quartett C-Dur für Klavier, Violine, Viola und Violoncello op. 18; Variations sur un thème russe c-Moll für Klavier und Violoncello op. 17
- Emanuel Aloys Förster: 3 Streichquartette op. 21
- Franz Krommer: 3 Duos für 2 Violinen op. 2

## Musiktheater
- 16. Januar: Uraufführung der Oper I misteri elusini von Johann Simon Mayr in Mailand (Scala).
- 16. Januar: Uraufführung der Oper Le metamorfosi di Pasquale von Gaspare Spontini in Venedig.
- 17. Februar: Die Oper Il Cid della Spagna von Giuseppe Farinelli hat ihre Uraufführung am Teatro La Fenice in Venedig.
- 27. Februar: Uraufführung der einaktigen Oper L’Antichambre ou Les Valets maîtres (deutsch: Das Vorzimmer oder Die Diener unter sich) von Nicolas Dalayrac in Paris, (Opéra Comique).
- 05. April: Uraufführung der Oper Une folie von Étienne-Nicolas Méhul nach einem Libretto von Jean Nicolas Bouilly an der Opéra-Comique in Paris.
- 31. Mai: Die Uraufführung der Oper Le concert interrompu von Henri Montan Berton findet an der Opéra-Comique in Paris statt.
- 29. Juli: Uraufführung der Oper Le trésor supposé von Étienne-Nicolas Méhul nach einem Libretto von François-Benoît Hoffman an der Opéra-Comique in Paris.
- 08. September: Die Harmoniemesse von Haydns wird in der Bergkirche zu Eisenstadt uraufgeführt. Ihr Name rührt von der für damalige Verhältnisse großen Besetzung der Bläser (Harmoniemusik) her.
- 30. Oktober: Uraufführung der einaktigen Oper La Boucle de cheveux von Nicolas Dalayrac in Paris, (Opéra Comique).

Weitere Uraufführungen
- Antonio Salieri: La bella selvaggia (Oper) (nicht aufgeführt)
- Johann Simon Mayr: I castelli in aria (Oper)
- Carl Maria von Weber: Peter Schmoll und seine Nachbarn (Oper)
- Étienne-Nicolas Méhul: Joanna, (Komische Oper)
- Charles-Simon Catel: Sémiramis (musikalische Tragödie in drei Akten) nach Voltaire
- André-Ernest-Modeste Grétry: Zelmar ou L’asile (Oper in zwei Akten).
- Peter von Winter: Tamerlan (Oper). Die Uraufführung erfolgt in Paris.

## Geboren

### Geburtsdatum gesichert
- 15. Januar: Lorenz Hauptmann, österreichischer Organist, Kirchenmusiker, Komponist und Musikpädagoge († 1870)
- 09. Februar: Josef František Hunke, böhmischer Komponist († 1883)
- 16. Februar: Carl Abraham Mankell, schwedischer Komponist († 1868)
- 20. Februar: Charles-Auguste de Bériot, belgischer Musiker und Komponist († 1870)
- 23. Februar: Joseph Lebourgeois, französischer Komponist († 1824)
- 27. Februar: Josef Aibl, deutscher Musikalienhändler, Musikverleger und Lithograf († 1834)
- 01. März: Matilde Palazzesi, italienische Opernsängerin (Sopran) und Primadonna († 1842)
- 01. April: Hubert Ries, Violinspieler und Komponist († 1886)
- 28. April: Carl Geißler, deutscher Kantor und Komponist († 1869)
- 16. Mai: Gaetano Nava, italienischer Musikpädagoge und Komponist († 1875)
- 03. Juni: Agnes Carus, deutsche Sängerin († 1839)
- 07. Juni: Peter Ulrik Frederik Demant, dänischer Orgelbauer († 1868)
- 01. Juli: Juan Bautista Carreño, venezolanischer Komponist und Organist († 1849)
- 03. Juli: Alois Bayer, deutscher Hofopernsänger und Mitglied des Münchner Hoftheaters († 1863)
- 04. Juli: Joseph Labitzky, tschechischer Komponist von Tanzmusik († 1881)
- 06. Juli: Émile Bienaimé, französischer Komponist († 1869)
- 27. Juli: Niels Peter Jensen, dänischer Komponist und Flötenvirtuose († 1846)

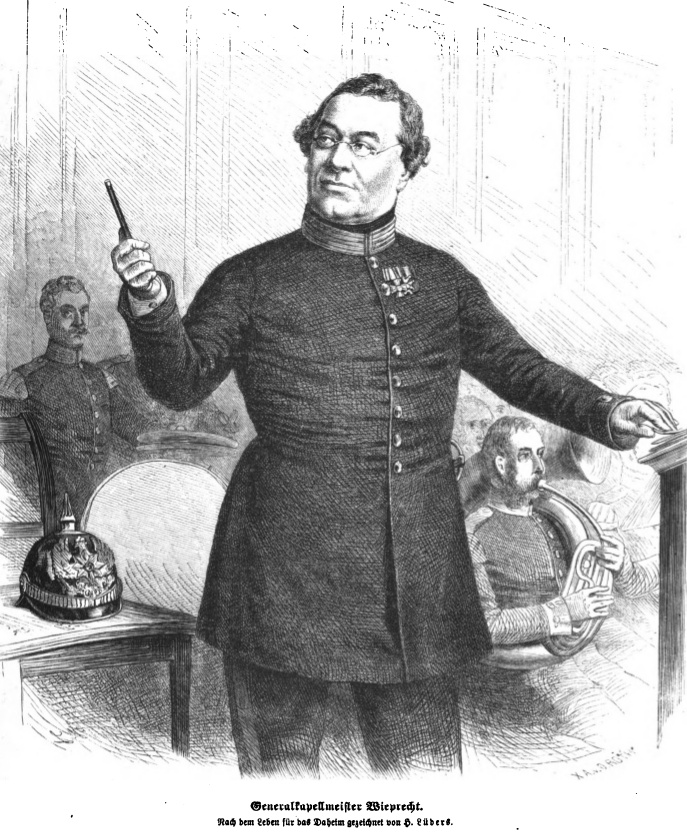
Wilhelm Wieprecht; * 10. August

- 10. August: Wilhelm Wieprecht, deutscher Komponist und Professor († 1872)
- 05. September: Georg Flohr, deutscher Musiker und Komponist († 1861)
- 08. November: Maximiliane von Blittersdorf, deutsche Pianistin († 1861)
- 19. Dezember: John Ella, englischer Geiger, Musikschriftsteller und Konzertveranstalter († 1888)
- 22. Dezember: Wilhelm Reuling, deutscher Komponist und Dirigent († 1877)

### Genaues Geburtsdatum unbekannt
- Fanny Eckerlin, italienische Opernsängerin (Mezzosopran/Alt) († 1842)
- Ureli Corelli Hill, US-amerikanischer Geiger und Dirigent († 1875)
- Joseph Klein, deutscher Musiklehrer und Komponist († 1862)

## Gestorben

### Todesdatum gesichert
- 24. Januar: Josep Duran i Pejoán, katalanischer Kapellmeister und Komponist (* um 1730)
- 27. Januar: Johann Rudolf Zumsteeg, deutscher Komponist und Kapellmeister (* 1760)
- 19. oder 20. März: Isidore Bertheaume, französischer Geiger und Komponist (* um 1751)

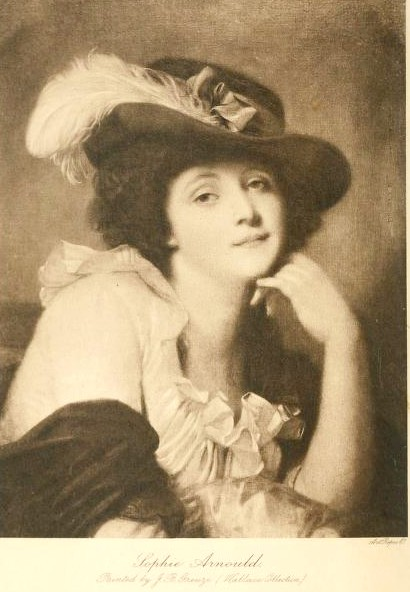
Sophie Arnould; † 22. Oktober

- 26. Juli: Rose-Adélaïde Ducreux, französische Porträtmalerin und Musikerin (* 1761)
- 28. Juli: Giuseppe Sarti, italienischer Komponist (* 1729)
- 10. Oktober: Stanislaus Ossowski, Musiker und Komponist (* 1765 oder 1766)
- 22. Oktober: Samuel Arnold, englischer Komponist (* 1740)
- 22. Oktober: Madeleine-Sophie Arnould, französische Schauspielerin, Sängerin und Salonière (* 1744)

### Genaues Todesdatum unbekannt
- Friedrich Epp, deutscher Sänger (* 1747)

### Gestorben um 1802
- Luigi Grassi, italienischer Opernsänger (* um 1740)